# Leopoldo Menéndez López
Ledopoldo Menéndez López (Orduña, Vizcaya, 30 de abril de 1891 - Ciudad de México, 1960) fue un militar español del arma de infantería que participó en la guerra civil española en defensa de la legalidad republicana. Durante el conflicto mandó diversas unidades militares, entre ellas los ejércitos de Maniobra y Levante. Fue uno de los pocos militares republicanos que alcanzó el grado de general durante la Guerra Civil. A principios de 1939, con la derrota republicana, hubo de partir al exilio y pasó a Francia y más tarde a Colombia y México, país donde murió muy modestamente.

## Biografía

### Primeros años y familia
Hijo de militar, seguiría también los pasos de su padre al igual que sus hermanos Arturo y Emilio, también ellos muy relacionados en el ámbito castrense. Después de finalizar sus estudios secundarios empezó los militares, primero en Barcelona en la especialidad de artillería (myo - septiembre de 1907) y después en la Academia de Infantería de Toledo (1907-1910) donde llegó a coincidir con Francisco Franco. Al licenciarse en Toledo fue destinado al Regimiento Lealtad n.º 30, en Burgos.

### Carrera militar
Entre 1911 y 1920 estuvo destinado en África, participando en numerosas campañas de pacificación del recién instaurado Protectorado español de Marruecos. Participaría en distintas operaciones a lo largo y ancho del protectorado, y acabó integrándose en el Cuerpo de Regulares, participando en el Grupo de Regulares n.º 2 de Melilla. Por todas sus acciones en Marruecos recibió numerosas medallas y distinciones, especialmente en la concesión de varias cruces de primera clase; a estas condecoraciones se sumaron varios ascensos, llegando a capitán por antigüedad en 1916. Desde 1920 estuvo destinado en la Península ibérica, siendo enviado a la VI Región Militar (Capitanía General de Burgos). Entre 1924 y 1927 ingresó en la Escuela Superior de Guerra donde cursó los estudios de Estado Mayor, finalizándolos con éxito. En 1927 volvió al Protectorado, destinado esta vez a la Comisión Geográfica de Marruecos, donde realizará una importante labor en la elaboración del mapa completo sobre el territorio del Protectorado; una vez finalizado el nuevo mapa, los superiores de Menéndez calificarán su trabajo como esfuerzo gigantesco. Antes de finalizar 1927 le fue concedida la Gran Cruz de San Hermenegildo en reconocimiento por sus servicios anteriores.
Se encontraba en Ceuta cuando se proclamó la Segunda República, época en la que colaboró activamente con el nuevo ministro de la Guerra, Manuel Azaña, quién contará además con la labor de Hernández Saravia. Ambos militares serán uno de los principales apoyos dentro del Ejército en que se apoyó Azaña para la realización de sus reformas militares. Después de la salida de Azaña del gabinete republicano a mediados de 1933, Menéndez quedó como disponible forzoso y en abril de 1934 fue destinado a la 11.ª Brigada de Infantería en Burgos. En mayo de 1936, con Azaña como Presidente de la República, éste lo llamó para mandar una de las unidades de la recién creada Guardia Presidencial y mandando durante unos meses el Batallón Azaña.

### Guerra civil española

#### Avatares de la guerra
Se encontraba en Madrid cuando se produjo el golpe de Estado que dio lugar a la guerra. Allí contribuyó eficazmente en su neutralización. Durante algún tiempo fue subsecretario de Guerra en el Ministerio de la Guerra, reorganizando los servicios de intendencia y transportes, así como la organización en los frentes bélicos.
El 17 de septiembre fue destinado al frente de Córdoba en la jefatura del Estado Mayor de Hernández Saravia, comandante del sector y anterior superior suyo en el Ministerio. Menéndez hizo cuánto pudo por reorganizar y militarizar a los indisciplinados batallones de milicias que existían en la zona, aunque con poco éxito; esto se reflejaría en el fracaso resultante al intentar frenar la ofensiva de Queipo de Llano que conquistó importantes áreas de la provincia de Córdoba. Una nueva ofensiva en diciembre logró adentrarse por el valle del Guadalquivir hasta alcanzar la provincia de Jaén y aunque en esta ocasión la resistencia republicana fue notablemente mayor, no se pudo evitar la pérdida de Lopera. A principios de 1937 el ya teniente coronel Menéndez volvió a reorganizar el sector antes de marchar a Madrid y dimitir del cargo por petición propia. A partir de febrero pasó por un tiempo al frente del centro, y más tarde pasó a mandar la Guardia Presidencial en varias ocasiones a lo largo de 1937. A mediados de año estuvo destinado en el Estado Mayor central del Ejército, sirviendo en él durante la ofensiva de Brunete. A propósito de los resultados obtenidos por el Ejército republicano en esta batalla hizo un famoso comentario:

"...Respecto a los jefes de Milicias, el único que sabe leer un plano es el llamado "Modesto". Los otros (Líster, Mera o el Campesino) además de no saber, creen no necesitarlo..."

En agosto fue puesto al mando del nuevo XX Cuerpo de Ejército, estableciendo su cuartel general en Daimiel (Ciudad Real). El Cuerpo de Ejército quedó finalmente constituido en el mes de octubre, pero dadas las dificultades para organizar esta nueva formación militar el propio presidente Azaña reflejó en sus memorias el bajo estado de ánimo de Menéndez y sus críticas a ciertas actitudes por parte de algunos mandos comunistas del Ejército del Centro.

#### Teruel y la lucha en el levante
Al mando del nuevo XX Cuerpo de Ejército fue enviado al frente de Teruel a finales de año para participar en una nueva ofensiva del Ejército Popular. Nuevamente bajo el mando de Hernández Saravia, participó con su unidad en el cerco de Teruel a mediados de diciembre, pasando luego a la lucha en el interior de la ciudad. Por sus recientes éxitos fue ascendido a coronel el 24 del mismo mes. Pero, antes de que cayera la ciudad y con sus fuerzas enormemente desgastadas hubo de retirarse, siendo de los pocos militares republicanos autorizados a realizar una retirada. Su actuación al frente del XX Cuerpo de Ejército fue muy felicitada por el coronel Vicente Rojo, jefe del Estado Mayor Central. El 9 de febrero Menéndez cesó tanto en la jefatura de la Comandancia militar de Teruel como en el mando de la XX Cuerpo, siendo sustituido por el teniente coronel Galán, y pasó a mandar el Ejército de Maniobra. Quedaban a su cargo los cuerpos de ejército V, XXII y XXI, aunque con esa masa de combate ni pudo evitar la pérdida de Teruel a finales de febrero ni tampoco pudo frenar el hundimiento del Frente de Aragón el mes siguiente. En esta época tenía de asesor al consejero soviético "Malinov", alias Manolito, el futuro Mariscal Malinovski durante la Segunda Guerra Mundial. En abril las fuerzas franquistas llegaron al Mediterráneo y partieron en dos la zona republicana, dividiendo también a las fuerzas de Menéndez.
El principal objetivo de los franquistas entonces era avanzar hacia Valencia, anterior sede del gobierno de la República y capital de la huerta levantina. No obstante, los Ejércitos de Levante y el de Maniobra fueron unificados en un nuevo Ejército de Levante bajo el mando de Menéndez, el 1 de junio. Sería ahora, en los meses de junio y julio, en que la Batalla por el Levante iba a alcanzar su mayor crudeza, en tanto que las tropas republicanas estaban bien dirigidas y contaban con una elevada moral. Además, disponían con la ventaja que ofrecía la recientemente construida Línea XYZ, un entramado de fortificaciones y sistemas de defensa en profundidad. Entre el 21 y el 24 de julio el asalto franquista iba a alcanzar su clímax, aunque finalmente fracasará por la resistencia republicana. Valencia se mantuvo en manos republicanas y el victorioso Menéndez fue ascendido a General el 16 de agosto.

#### El final de la guerra
El 16 de febrero tuvo lugar una reunión en el aeródromo de Los Llanos (Albacete) entre el presidente del gobierno Negrín y los principales dirigentes militares republicanos. Además de Menéndez, asistieron los generales Matallana, Miaja, Casado, Escobar y Moriones, y el Almirante Buiza. Durante el encuentro se expuso la necesidad de negociar con Franco el final de la guerra en vista de la pésima situación militar de la República, pero la reunión terminó sin ningún acuerdo firme. Cuando el 5 de marzo estalló el golpe de Estado dirigido por el coronel Casado, pronto se unió a los sublevados agrupados en el Consejo Nacional de Defensa y rechazó las resistencias de los fieles al Gobierno de Negrín, en especial la de las unidades y mandos comunistas. Logró rechazar la insubordinación del XXII Cuerpo de Ejército, momentáneamente controlado por los comunistas y que realizó una fallida tentativa de marchar sobre Valencia. No obstante, la guerra estaba perdida: a finales de marzo la República se vino abajo finalmente y Franco logró hacerse con la victoria definitiva.

### Exilio
Salió de España el 30 de marzo junto a su jefe de Estado Mayor, Francisco Ciutat de Miguel, y el coronel Casado, llegando primero al Reino Unido y pasando luego a Francia, donde acompañó a Azaña en su exilio francés. Gracias a las gestiones del expresidente, a finales de 1939 pudo marchar a Colombia junto a parte de su familia. Allí el gobierno lo nombró general honorario de su Ejército y lo designó para impartir una cátedra en la Escuela Superior de Guerra, en la que estuvo hasta 1945. Antes de partir para París a finales de aquel año, le fue concedida la condecoración de la Cruz de Boyacá.  Tras un corto periodo en la capital francesa como subsecretario del Ministerio de Defensa en el recién formado gobierno republicano del exilio partió a México, país donde moriría a finales de 1960.